# MP35衝鋒槍
MP35（德語：Maschinenpistole 35，意為：35型衝鋒槍）是一款由納粹德國生產的冲锋枪，在二戰以前和期間被德國國防軍、武裝親衛隊和德國警察所採用。它在1930年代初由埃米爾·伯格曼（特奧多爾·伯格曼的兒子）所研發，並且由蘇爾伯格曼兵工廠（也生產了第一枝衝鋒槍，MP18）所生產。發射9×19公釐帕拉貝倫口徑手枪子彈。

## 歷史
MP35的前身是丹麦舒爾茨-拉森（德語：Schultz & Larsen）公司生產的MP32（從伯格曼公司的許可下），後者發射的是9×23毫米貝格曼彈藥。後來，伯格曼工廠對BMP32的設計進行了更新，並於1934年推出伯格曼MP34衝鋒槍（不要與根本不同的斯泰爾MP34混淆）。由於伯格曼工廠的生產製造能力實在有限，需要將生產工程轉移到卡爾·瓦爾特採拉-梅利斯工廠。這家德國公司生產了大約2,000 枝BMP-34，以作出口和國內銷售用途。
BMP34有多款不同的衍生型，分別是200毫米（7.87英吋）標準槍管或320毫米（12.6英吋）長槍管。在1935年，出現了一枝BMP34的簡化版本，被命名為伯格曼MP35/I。MP35初步生產訂單也是在瓦爾特工廠生產，在1936年和1940年之間，生產了大約5,000枝衝鋒槍。
隨著第二次世界大战的爆發，生產由瓦爾特再次轉移至勇克-活特（德語：Junker & Ruh，工廠代碼：AJF）以生產MP35系列武器，並且一直生產至1944年。在戰爭期間，勇克共生產了約40,000枝伯格曼衝鋒槍，幾乎都全部被供應給武裝親衛隊。

## 設計細節
MP35是一枝反沖作用、開放式槍栓操作的擊發調變式冲锋枪。該武器的機匣具有一個裝在後部的非往復運動的拉機柄，並以類似毛瑟步槍的旋轉後拉式槍機的方式操作。涉及的武器載體手動拉把手，拉向後，向前推並鎖定回落。與武器的槍機機框牽連的拉機柄以手動方式拉動，先向後拉動，向前回推並拍下閉鎖。當槍在射擊時，拉機柄會保持靜止。
BMP32武器的特色是其保險設在槍機的後方，與上述的拉機柄一樣設在類似毛瑟步槍所在的位置。而BMP34和MP35兩者都將其保險修改為機匣的左側。射手可以通過向扳機施加不同的壓力選擇其發射模式，在扳機第一段為半自動模式，繼續扣到底的第二段則為全自動模式。以後使用這種類似的扳機概念的還有比利时維涅龍衝鋒槍和奥地利斯泰爾AUG突擊步槍。設在槍身右側彈匣插槽用以插入彈匣供彈，並以設在槍身左側的拋殼口拋殼。
與當時許多其他的衝鋒槍相反，MP35的彈匣是從武器的右側插入。早期版本使用專用的彈匣，而BMP35使用的是與施邁瑟MP28兼容的彈匣。槍管被連散熱槽的管狀罩筒所包覆，制退／補償器設在槍口前方。

## 服役
它最初被丹麥軍隊所採用時，被命名為MP32，口徑9×23毫米貝格曼彈。然後，當它被比利時軍隊所採用時命名為Mitraillette 34，又稱為MP34（這與斯泰爾所生產的MP34冲锋枪並不一樣）。
它被德國國防軍正式採用並且命名為MP35。它被發現主要是被武裝親衛隊所採用。
MP35亦出口到玻利維亞、埃塞俄比亚、西班牙和瑞典（被命名的編號為Kpist M/39）。

## 使用國
- 玻利维亚
- 哥伦比亚
- 衣索比亞
- 法國
- 德意志國
- 西班牙
- 瑞典

## 流行文化

### 電子遊戲
- 2021年—《應徵入伍》：為德軍科技樹上解鎖武器，命名為MP35/1，活動武器則命名為MP35「原型槍」。

## 外部連結
- （英文）—Modern Firearms－Bergmann MP-35 submachine gun （页面存档备份，存于）